# Marcolino del Carmelo Benavente
Marcolino del Carmelo Benavente (17 d'agost de 1845, San Antonio de Areco - † 28 de setembre de 1910), San Juan de la Frontera) fou un frare dominic argentí, bisbe de San Juan de Cuyo entre el 1899 i el 1910.
Entrà de jove a l'Orde de Predicadors, i professà com a frare amb 18 anys al convent de la ciutat de Buenos Aires. Fou nomenat bisbe de la diòcesi de San Juan de Cuyo pel papa Lleó XIII el 1899. Es traslladà a Buenos Aires per ser consagrat bisbe, de manera que acabà assumint el govern de la diòcesi el 19 d'aquell any. Dedicà els primers anys del seu mandat a recórrer les parròquies de la seva extensa diòcesi, que incloïa nombroses poblacions pobres i remotes. Fundà diverses parròquies noves,c om la d'Albardón.
Fou l'autor original de la idea de fer aixecar l'estàtua del Crist Redemptor dels Andes, com a monument a la pau, en homenatge a la firma del tractat de pau entre l'Argentina i Xile.
Tingué una participació activa en contra del laïcisme a l'ensenyament, pronunciant sermons i signant articles en un setmanari creat especialment per a aquesta finalitat, anomenat El Porvenir. En aquest diari exhortava els catòlics a la participació activa en la política, amb l'esperança d'enfrontar al grup dirigent de San Juan de l'època, el líder del qual, el coronel Carlos Sarmiento, arribà a prohibir la celebració del Nadal. En l'àmbit educatiu, proposava reforçar les posicions catòliques fundant una escola catòlica femenina a la qual venien les nenes de les classes més altes. Aquesta fou la missió que s'assignà al col·legi del Tránsito de Nuestra Señora, tot i que posteriorment perdria el seu caràcter elitista.
Amb l'ajuda d'un subsidi del govern nacional i amb aportacions de veïns i la gairebé totalitat del seu propi patrimoni, el bisbe feu construir el palau episcopal, que seria completament destruït juntament amb la catedral al terratrèmol de San Juan de 1944. Parà molta atenció a la formació de nous sacerdots, revitalitzant el seminari conciliar a la seva diòcesi. També presidí la construcció i la inauguració del primer col·legi dels jesuïtes a Mendoza després de l'expulsió de 1767.